# Barbacenia ionantha
Barbacenia ionantha är en enhjärtbladig växtart som beskrevs av Lyman Bradford Smith. Barbacenia ionantha ingår i släktet Barbacenia och familjen Velloziaceae. Inga underarter finns listade.